# Liste der Kulturdenkmale in Thüringen

Landkreise und kreisfreie Städte des Freistaates Thüringen

Wappen des Freistaates Thüringen

In der Liste der Kulturdenkmale in Thüringen sind die Kulturdenkmale im Freistaat Thüringen aufgelistet. Grundlage der Einzellisten sind die in den jeweiligen Listen angegebenen Quellen. Die Angaben in den einzelnen Listen ersetzen nicht die rechtsverbindliche Auskunft der zuständigen Denkmalschutzbehörde. Die erforderlichen Denkmaleigenschaften werden im Thüringer Denkmalschutzgesetz festgeschrieben.

## Aufteilung
Wegen der großen Anzahl von Kulturdenkmalen in Thüringen ist diese Liste in Teillisten aufgeteilt, alphabetisch sortiert nach den 17 Landkreisen und den fünf kreisfreien Städten.
| Landkreis/kreisfreie Stadt       | Lage | Kulturdenkmalliste                                 | Bild eines Kulturdenkmals                      |
| -------------------------------- | ---- | -------------------------------------------------- | ---------------------------------------------- |
| Landkreis Altenburger Land       |      | Kulturdenkmale im Landkreis Altenburger Land       | Residenzschloss Altenburg                      |
| Landkreis Eichsfeld              |      | Kulturdenkmale im Landkreis Eichsfeld              | Marienkirche Heiligenstadt                     |
| Erfurt                           |      | Kulturdenkmale in Erfurt                           | Dom und Severikirche                           |
| Gera                             |      | Kulturdenkmale in Gera                             | Rathaus                                        |
| Landkreis Gotha                  |      | Kulturdenkmale im Landkreis Gotha                  | Schloss Friedenstein Gotha                     |
| Landkreis Greiz                  |      | Kulturdenkmale im Landkreis Greiz                  | Osterburg Weida                                |
| Landkreis Hildburghausen         |      | Kulturdenkmale im Landkreis Hildburghausen         | Kloster Veßra                                  |
| Ilm-Kreis                        |      | Kulturdenkmale im Ilm-Kreis                        | Wachsenburg bei Holzhausen                     |
| Jena                             |      | Kulturdenkmale in Jena                             | Stadtkirche St. Michael                        |
| Kyffhäuserkreis                  |      | Kulturdenkmale im Kyffhäuserkreis                  | Kyffhäuserdenkmal bei Steinthaleben            |
| Landkreis Nordhausen             |      | Kulturdenkmale im Landkreis Nordhausen             | Burg Hohnstein bei Neustadt                    |
| Saale-Holzland-Kreis             |      | Kulturdenkmale im Saale-Holzland-Kreis             | Dornburger Schlösser                           |
| Saale-Orla-Kreis                 |      | Kulturdenkmale im Saale-Orla-Kreis                 | Pfahlhaus in den Plothener Teichen bei Plothen |
| Landkreis Saalfeld-Rudolstadt    |      | Kulturdenkmale im Landkreis Saalfeld-Rudolstadt    | Heidecksburg Rudolstadt                        |
| Landkreis Schmalkalden-Meiningen |      | Kulturdenkmale im Landkreis Schmalkalden-Meiningen | Johanniterburg Kühndorf                        |
| Landkreis Sömmerda               |      | Kulturdenkmale im Landkreis Sömmerda               | Camposanto Buttstädt                           |
| Landkreis Sonneberg              |      | Kulturdenkmale im Landkreis Sonneberg              | Deutsches Spielzeugmuseum Sonneberg            |
| Suhl                             |      | Kulturdenkmale in Suhl                             | Kulturhaus                                     |
| Unstrut-Hainich-Kreis            |      | Kulturdenkmale im Unstrut-Hainich-Kreis            | Stadtbefestigung Mühlhausen                    |
| Wartburgkreis                    |      | Kulturdenkmale im Wartburgkreis                    | Gradierwerk Bad Salzungen                      |
| Weimar                           |      | Kulturdenkmale in Weimar                           | Stadtschloss                                   |
| Landkreis Weimarer Land          |      | Kulturdenkmale im Landkreis Weimarer Land          | Lutherkirche Apolda                            |